# Rodney Cairo (politicus)
Rodney Cairo (Paramaribo, 6 oktober 1986) is een Surinaams militair en politicus. Hij is korporaal bij de commando-eenheid Korps Speciale Troepen tot hij corruptie en afpersing in het leger aankaartte. Voor de partij STREI! kandideerde hij tevergeefs tijdens de verkiezingen van 2020 op plaats 2 in Paramaribo. Kort voor de verkiezingen werd een inval bij hem gedaan door de veiligheidsdienst die hem mishandelde en onrechtmatig eigendommen afnam.

## Biografie

### Afkomst en opleiding
Cairo komt uit een gezin van tien kinderen; zijn jongste zusje is overleden. Hij is afkomstig uit het district Para en verliet het ouderlijk huis toen hij 15 jaar oud was. Hij volgde elektrotechniek aan de avond-mts, was een van de zevenendertig mannen uit tweehonderd die de commando-opleiding afrondde en ving daarna een vervolgstudie aan (stand 2020). Sinds de tweede helft van de jaren 2010 is hij vader van een zoon en dochter. Vanaf 2010 werkte hij als zelfstandig ondernemer in de beveiliging.

### Commando
In 2012 kwam hij in dienst van het Nationale Leger. Hier bracht hij het tot korporaal bij het Korps Speciale Troepen. Nadat hij en andere militairen corruptie en afpersing in het leger hadden aangekaart, werden zij in 2016 op non-actief gesteld om een reden die hen niet duidelijk werd gemaakt. Hierna zochten zij contact met Assemblée-voorzitter Jennifer Geerlings-Simons en vervolgens op haar advies met president Bouterse en een raadsadviseur. Daar vertelden zij in meerdere gesprekken over misstanden in het leger, onder meer dat militairen werden ingezet in goudvelden waarbij het geld niet in de staatskas terechtkwam. In augustus 2018 – Cairo kreeg inmiddels maandenlang geen salaris meer uitbetaald – startten hij en vier andere militairen een rechtszaak tegen het ministerie van Defensie. Zij willen dat hun naam gezuiverd wordt en terug kunnen keren in militaire dienst. De positie van minister van Defensie, Ronni Benschop, stond toen enige tijd ter discussie. Deze zaak loopt nog (stand april 2020).

### Politiek
In 2017 sloot hij zich aan bij de politieke partij STREI! die opkwam tijdens de protesten van Wij Zijn Moe(dig). Voor deze partij is hij tijdens de verkiezingen van 2020 kandidaat op nummer 2 in het district Paramaribo. Zijn partij verwierf echter geen zetels. Op 4 november 2024 lanceerde hij het platform Suriname Boven Alles (SBA).

### Inval veiligheidsdienst
Om 3 uur in de ochtend van 16 april 2020 vielen zeven zwaarbewapende, gemaskerde leden van het DNV zijn woning binnen. Hij liep lichte verwondingen op en er werden onder meer mobiele telefoons, een militair identiteitsbewijs en een notitieboek meegenomen. Politieagenten kwamen af op een melding. Ze grepen niet in, maar voorkwamen wel dat Cairo werd meegenomen. Van het voorval zijn beelden gemaakt. Cairo deed de volgende dag aangifte vanwege gijzeling, ontvoering en diefstal. Ook stuurde hij een verzoek om een onderzoek naar procureur-generaal Baidjnath-Panday die in een eerste reactie aangaf dat de actie niet binnen de wettelijke taakstelling of bevoegdheid van het DNV ligt. Bij de actie werd gebruik gemaakt van drie Venezolaanse vrouwen; een van de DNV'ers had een Nederlands paspoort. Het incident tegen de STREI!-politicus werd door oppositiepartijen veroordeeld en werd ook in buitenlandse media belicht. Een dag voor de inval had Cairo enkele posts op zijn Facebook-account gericht aan de defensieminister Benschop en DNV-directeur Veira. Panday gaf opdracht aan de afdeling Kapitale Delicten van het Korps Politie Suriname om de zaak te onderzoeken. Anderhalve week later werden twee verdachten aangehouden. Eind juni 2025 werd een verdachte bij verstek tot vier jaar gevangenisstraf veroordeeld tot het medeplegen van gijzeling van Cairo.